# Hapalotremus cyclothorax
Hapalotremus cyclothorax là một loài nhện trong họ Theraphosidae.
Loài này thuộc chi Hapalotremus. Hapalotremus cyclothorax được Cândido Firmino de Mello-Leitão miêu tả năm 1923.